# IC 3302
IC 3302 ist eine Spiralgalaxie vom Hubble-Typ S im Sternbild Haar der Berenike am Nordsternhimmel, die schätzungsweise 298 Millionen Lichtjahre von der Milchstraße entfernt ist.
Im selben Himmelsareal befinden sich u. a. die Galaxien IC 3276, IC 3300, IC 3316, IC 3321.
Das Objekt wurde am 23. März 1903 von dem deutschen Astronomen Max Wolf entdeckt.